# Mar das Molucas

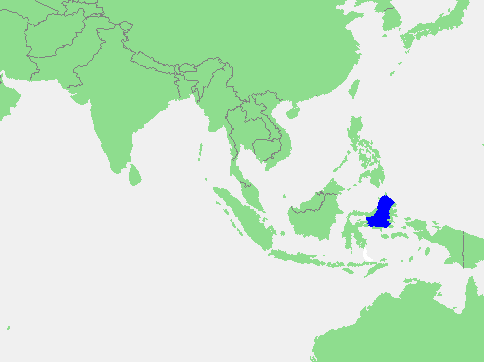
Localização do Mar das Molucas

O Mar das Molucas é uma pequena extensão do Oceano Pacífico limitado pela ilha das Celebes a oeste, a ilha Halmahera a leste e a ilha Kepulauan Sula a sul; as duas últimas ilhas fazem parte das Ilhas Molucas.